# Pedro Figueroa
Pedro Jose Figueroa, dominikanski bejzbolist, * 23. november 1985, Santo Domingo, Dominikanska republika. 

## Poklicna kariera
Figueroa je z ekipo iz Oaklanda podpisal pogodbo leta 2006 in nato svoj igralski čas razdelil med ligama Dominican Summer League in Arizona Rookie League. V sezonah 2007 in 2008 je igral za ekipo Vancouver Canadians in zbral 4 zmage, 7 porazov in dovoljeval po 4,07 teka. Naslednje leto je preživel med podružnicama v mestih Kane County in Stockton. V sezoni 2010 je bil ocenjen kot 5. najbolj obetaven igralec kluba. Kljub temu, da ni nikoli igral na stopnji, višji od Single-A, ga je Oakland dodal na svoj seznam 40-ih mož. Iz stopnje Triple-A Sacramento je bil po tekmi, kjer v sedmih menjavah ni dovolil teka, prvič vpoklican v ligo MLB 21. aprila 2012 in istega dne tudi prvič nastopil na najvišji stopnji.